# Pere Benet Atxer
Pere Benet Atxer o Pere Benet Arxer (segle xvii - segle xviii) fou canonge, Rector de l'Estudi General de Barcelona i capità de granaders.

## Biografia
Pere Benet Atxer nasqué al segle xvii. Fou nomenat canonge.
de la Seu de Barcelona.
El novembre de 1652 fou nomenat beneficiat de santa Caterina de la Seu i més endavant va rebre un personat del Papa. Clergue resident a Roma, pren possessió de la sagristia simple de Bàscara, 22 abril 1653.
Va ser rector de la Universitat de l'Estudi General de Barcelona entre el dia 1 d'agost de 1677 i el 31 de juliol de 1679.
Consta com a Capità de la 1a Companyia de granaders del Regiment d'Infanteria del Terç de la Diputació del General. Morí probablement a finals del primer terç del segle xviii.